# Lisa (japán zenész, 1987)
Oribe Risza (織部 里沙; Hepburn: Oribe Risa), művésznevén LiSA, (1987. június 24. –) japán énekesnő, dalszerző és szövegíró Szekiből, a Sacra Music-hoz szerződtetve a Sony Music Artists alatt.
Miután kora életében zenész akart lenni, zenei karrierjét a Chucky nevű indie zenekar énekeseként kezdte. Chucky 2005-ös feloszlását követően LiSA Tokióba költözött, hogy szólókarriert folytasson, és 2010-ben nagy debütálása volt, amikor dalokat énekelt az Angel Beats! című televíziós animesorozatban a Girls Dead Monster nevű virtuális zenekar két énekesének egyik tagjaként. 2011 áprilisában debütált szólóművészként a Letters to U című mini albumának megjelenésével. 2010 augusztusában fellépett az Animelo Summer Live-on, 2012-ben az Anime Expo-n, és rendszeres vendége az Anime Festival Asia-nak.
LiSA dalai témazeneként szerepeltek különböző animékben, mint például a Fate/Zero-ban, a Sword Art Online-ben és a Demon Slayer: Kimecu no jaiba-ban. Kislemezei rendszeresen szerepeltek az Oricon heti toplisták első tíz helyén, a Crossing Field platina minősítést kapott a japán RIAJ által, az Oath Sign pedig arany minősítést kapott. 2014-ben és 2015-ben fellépett a Nippon Budókanban. 2015-ben debütált szeijúként Madge Nelson szerepében a Minyonok című animációs film japán szinkronjában.

## Karrier

### Az első évek és a nagy debütálás
Oribe a Gifu prefektúrában született 1987. június 24-én.  Hároméves korától kezdve zongoraleckéket vett, majd tánc- és énekórákat vett, amelyek középiskolás korában is folytatódtak. Általános iskolában részt vett az egyik Nippon Budókanban tartott meghallgatáson, és ez idő alatt úgy döntött, hogy művész lesz. Középiskolás korában megalapított egy zenekart, amely Avril Lavigne, Love Psychedelico és Ego-Wrappin' dalait dolgozta fel.
Oribe 2005-ben kezdte énekesi pályafutását az első középiskolás évében, amikor megalapította a Chucky nevű indie rock együttes-feldolgozásokat játszó zenekart.  Úgy döntött, nem jár egyetemre, hogy a Chuckyvel folytatott munkájára összpontosítson, de végül nehezen tudták folytatni a fellépéseket. Miután a zenekar 2008 júliusában feloszlott, Tokióba költözött, hogy folytassa énekesi karrierjét.
Tokióban Oribe megalakította a Love is Same All együttest a Parking Out indie zenekar tagjaival, és elkezdte használni a LiSA színpadi nevet, amely a Love is Same All rövidítése. A zenekar a LiSA-val lépett fel az egyéni élő fellépései során. 2010-ben nagy ismertségre tett szert az Angel Beats! anime sorozatban való debütálásával, ahol a Girls Dead Monster nevű virtuális történetbéli zenekar két énekesének egyik tagjaként. 2010-ben három kislemezt és egy albumot adott ki Girls Dead Monster néven a Key lemezkiadóján, a Key Sounds Label-en. Az első kislemez Thousand Enemies címmrl május 12-én jelent meg; június 9-én jelent meg a második kislemez Little Braver címmel; és a harmadik kislemez Icsiban no takaramono (Yui final ver.) (一番の宝物 〜Yui final ver.〜, ’My Most Precious Treasure (Yui final ver.)’) címmel December 8-án jelent meg. A Keep The Beats! című album június 30-án jelent meg. LiSA először koncertezett az Animelo Summer Live-on, a koncert 2010-es iterációján, augusztus 28-án.
LiSA 2011. április 20-án debütált szólóban, az Aniplex Letters to U című mini albumának megjelenésével, a Sony Music Artists vezetésével. Az album dalait dōjin és nagy művészek komponálták, ő pedig az első Believe in Myself című dalt; ő írta az album szövegét.  2011. november 12-én megjelent a szingapúri Anime Festival Asia-n. 2011. november 23-án kiadta első kislemezét, az Oath Sign-t, amelyet a 2011-es Fate/Zero animesorozat nyitózenéjeként használtak. A kislemez az 5. helyen végzett az Oricon heti listáján, és a japán RIAJ által arany minősítést kapott.

### 2012–2015: Első album, koncert és az első szinkronszerep

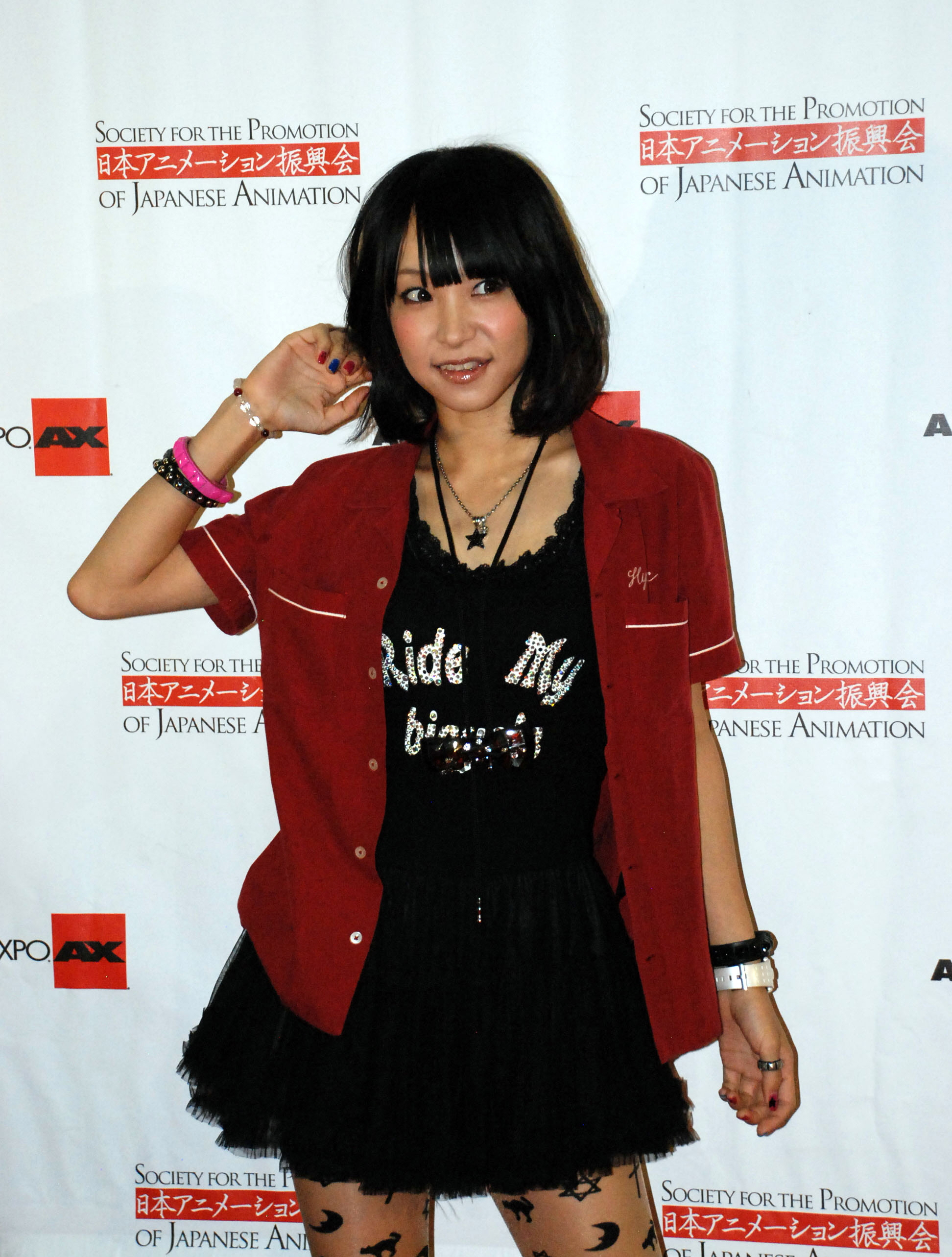
LiSA az Anime Expo 2012-n

LiSA 2012. február 22-én kiadta első teljes albumát, a Lover"s"mile-t; az album a hetedik helyen végzett az Oricon heti listáján. Díszvendégként részt vett a Los Angeles-i Anime Expo 2012 kiállításon, és július 1-jén ott adta elő első koncertjét Észak-Amerikában. Az Oath Sign című dal sikerei után a Crossing Field című dal előadását választották, amely a Sword Art Online anime sorozat első nyitózenéje volt. A Crossing Field megjelent kislemezként 2012. augusztus 8-án; az Oricon 5. helyén tetőzött, majd később a RIAJ által arany minősítést kapott. Harmadik kislemeze, a Best Day, Best Way, amely az Oricon 6. helyét érte el, 2013. április 3-án jelent meg és negyedik kislemeze, Träumerei címmel, ami a 2013-as Day Break Illusion című animesorozat nyitózenéje volt, az Oricon 15. helyén érte el a csúcsot, és 2013. augusztus 7-én jelent meg. LiSA 2013. október 30-án adta ki második albumát, a Landspace-t; az album az Oricon toplistákon a 2. helyen végzett.
2014. január 3-án a LiSA teltházas szólókoncertet tartott a Nippon Budókanban. 2014. május 7-én jelent meg ötödik kislemeze, Rising Hope címmel, amelyet a The Irregular at Magic High School című animesorozat nyitózenéjeként használtak; a kislemez az Oricon 4. helyén tetőzött. Később feldolgozta a Heddofon Akutá (ヘッドフォンアクター; Hepburn: Heddofon'akutā, ’Headphone Actor’)  és a Júke Jeszutadei (夕景イエスタデイ; Hepburn: Yūkei Yesterday, ’Yesterday Evening’) című dalokat a Kagerou Project franchise-ból a 2014-es Mekakucity Actors animesorozat hatodik epizódjához. 2014. szeptember 17-én kiadta hatodik kislemezét, Bright Flight / L. Miranic címmel, amely az Oricon 8. helyén érte el a csúcsot  és hetedik kislemezét, Sirusi (シルシ, ’lit. Sign’) címmel 2014. december 10-én, amely az Oricon 3. helyén tetőzött; a címadó dalt használták a 2014-es Sword Art Online II animesorozat harmadik epizódzáró zenéjeként, és a kislemez tartalmazza a No More Time Machine című dalt is, amelyet a Sword Art Online II második epizódzáró zenéjeként használtak.
2015. január 10–11-én tartotta második Nippon Budókani koncertjét, amelynek jegyei elfogytak. 2015. március 4-én jelent meg harmadik albuma, Launcher címmel és 2015. május 27-én a nyolcadik kislemeze, Rally Go Round címmel; a dalt a Nisekoi című  televíziós animesorozat második évadának nyitózenéjeként használták. 2015-ben Madge Nelson szerepét kapta a Minyonok című animációs film japán szinkronjában, amely 2015. július 31-én premierezett Japánban. 2015. szeptember 30-án kiadta kilencedik kislemezét, Empty Mermaid címmel, majd 2015 végén előadta az ID-t, amelyet a 2015-ös Dengeki Bunko: Fighting Climax Ignition című videojáték főcímdalaként használtak.

### 2016–jelen:Gurenge,Leo-Nine,Ladybug
A szólóművészi karrierjének ötödik évfordulójára LiSA 2016. március 23-án jelentette meg A Letters To U középlemezét limitált kiadású LP-ként. Később kiadott egy minialbumot Lucky Hi Five! címmel 2016. április 20-án. Ezután kiadta a Brave Freak Out című kislemezt, amelyet a 2016-os Qualidea Code című  televíziós animesorozat első nyitózenéjeként használtak, és a 2016. augusztus 24 -én kiadott kislemez tartalmazza az AxxxiS című dalt is, amelyet a Qualidea Code második nyitózenéjeként használtak. 2017. február 15-én kiadta a Catch the Moment című kislemezt; a címadó dalt a Sword Art Online The Movie: Ordinal Scale című 2017-es animefilm főcímdalaként használták. LiSA 2017 áprilisában a Sacra Music lemezkiadóhoz szerződött a Sony Music Entertainment Japan alatt. 2017. május 24-én jelent meg negyedik stúdióalbuma, Little Devil Parade címmel. 2017. június 24–25-én kétnapos koncertet tartott a Szaitama Szuper Arénában. Később kiadta a Datte Atasi no Hero. (だってアタシのヒーロー。, ’lit. Because He is My Hero’) című kislemezét 2017. augusztus 2-án; a dalt a Hősakadémia című anime sorozat második évadjának második epizódzáró dalaként használták. A 2017. október 1-jén digitálisan megjelent Ash című kislemezét a Fate/Apocrypha című animesorozat második nyitózenéjeként használták; a kislemez 2017. november 29-én fizikai kiadást kapott.
LiSA a Thrill, Risk, Heartless-t adta elő a Sword Art Online: Fatal Bullet című videojáték főcímdalaként. A dal 2018. január 9-én jelent meg digitálisan. 2018. május 9-én két összeállító albumot adott ki LiSA Best -Day- és LiSA Best -Way- Kettős A-oldalú kislemezt adott ki Akai Vana (Who Loves It?) (赤い罠 (who loves it?)) / Adamas címmel 2018. december 12-én. Az Adamas című dalt a 2018-as Sword Art Online: Alicization animesorozat első nyitódalaként használták; 2018. október 7-én jelent meg digitálisan. LiSA szerepelt Szavano Hirojuki Narrative című dalában, amelyet a Mobile Suit Gundam Narrative című anime film befejező dalaként használtak SawanoHiroyuki [nZk]: LiSA néven.   A Gurenge (紅蓮華; Hepburn: Guren'ka, ’Red Lotus’), amelyet a 2019-es Demon Slayer: Kimecu no Jaiba című animesorozat első nyitódalaként használtak, 2019. április 22-én jelent meg digitálisan  és fizikai kiadást kapott 2019. július 3-án.
LiSA együttműködött a FictionJunction-el a From the Edge című dal előadásában, amelyet a Demon Slayer: Kimecu no Jaiba első epizódzáró dalaként használtak. A dalt digitálisan adták ki 2019. szeptember 1-jén. Az Unlasting című kislemeze 2019. december 11-én jelent meg, a címadó számot pedig 2019. október 21-én adták ki digitálisan; Az Unlasting című dalt a Sword Art Online: Alicization harmadik epizódzáró dalaként használták. Később megjelent a 2019-es Kōhaku Uta Gassen-en (A 70. NHK vörös-fehér dalcsata) rendezvényen. 2020. augusztus 17-én kiadta digitális kislemezét Aidzsó (愛錠; Hepburn: Aijō, ’Love Lock’) címmel, és a dalt használták a 13 című japán drámasorozat főcímdalának.
2020. október 14-én LiSA kiadta ötödik stúdióalbumát, Leo-Nine címmel, valamint egy kislemezt Homura (炎; Hepburn: Honō, ’Flame’) címmel; A dalt a Demon Slayer: Kimetsu no Yaiba the Movie: Mugen Train című animefilm főcímdalának használták.   A Homura megnyerte a Grand Prix díjat a 62. Japán Record Awardson.
2020 júliusában LiSA Gurenge című kislemeze meghaladta az 1 millió letöltést megjelenése óta. A kislemezzel ő lett az első női művész, aki meghaladta az 1 millió letöltést az Oricon digitális kislemez ranglistájának történetében Jonezu Kensi 2018-as Lemon és 2019-es Uma to Shika című kislemeze után ez a harmadik kislemez a toplista történetében, amely meghaladta ezt a mérföldkövet. 2020 októberében a Homura a 8. helyen végzett a Billboard Global 200-on. 
2021. január 13-án kiadásra került a 18. kislemeze Dawn címmel, amit a Back Arrow című animesorozat nyitózenéjeként használtak. A dalt már 2020. december 12-én bejelentették.
2021. április 20-án megjelent a 19. kislemeze Another Great Day!! címmel, ami a Dzsigokuno Hanazono (地獄の花園, ’Hell's Garden’) című, május 21-én megjelent filmnek a főcímdalaként lett használva. A teljes, Ladybug című középlemez május 19-én jelent meg, ami szólóművészi karrierjének 10. évfordulójának állít emléket.
Augusztus 4-én a hivatalos honlapján LiSA bejelentette, hogy felfüggeszt bizonyos tevékenységeket fizikai és szellemi fáradtság és pihenés miatt. Ezzel együtt, a LiVE is Smile Always ~ LADYBUG ~ című nemzeti aréna turné is lemondásra került, amelyet ugyanezen hónap 7-én és 8-án tartottak volna.

## Zenei stílus és inspirációk
LiSA zenei inspirációi közé sorolja Avril Lavigne-t, Oasis-t, a Green Day-t, Paramore-t, Ke$ha-t és Rihannát és a Chucky-ban töltött idejét. LiSA írta a Landspace és Launcher albumai néhány dalának szövegét, valamint a Bright Flight / L. Miranic, Sirusi és Rally Go Round kislemezek szövegét; A Rally Go Round Furuja Sin dalszerzővel közösen íródott. LiSA-t Dennis Amith (J! -ENT) úgy jellemezte, mint egy fiatal nőt, akinek stílusa, gyönyörű éneke és képessége van a különböző zenei stílusok átvételére.

## Magánélete
A Súkan Bunszun beszámolt arról, hogy LiSA és Szuzuki Tacuhisza 2019 májusában élettársi kapcsolatot létesített. 2020 januárjában mindketten nyilvánosan felfedték kapcsolatukat, és bejelentették, hogy összeházasodtak.

## Diszkográfia
LiSA diszkográfiája öt stúdióalbumot, két válogatásalbumot, két középlemezt, 19 kislemezt és öt videoalbumot tartalmaz.

### Stúdióalbumok
- Lover"s"mile (2012)
- Landspace (2013)
- Launcher (2015)
- Little Devil Parade (2017)
- Leo-Nine (2020)

## Díjak és jelölések
| Év   | Díj                          | Kategória                    | Jelölt / munka                                                        | Eredmény |
| ---- | ---------------------------- | ---------------------------- | --------------------------------------------------------------------- | -------- |
| 2012 | Billboard Japan Music Awards | Animation Artist of the Year | LiSA                                                                  | Jelölve  |
| 2017 | Newtype Anime Awards         | Best Theme Song              | "Catch the Moment" (a Sword Art Online The Movie: Ordinal Scale-ból)  | Elnyerte |
| 2019 | Newtype Anime Awards         | Best Theme Song              | "Gurenge" (A Demon Slayer: Kimecu no Jaiba-ból)                       | Elnyerte |
| 2020 | 34th Japan Gold Disc Award   | Best 5 Songs by Download     | "Gurenge"                                                             | Elnyerte |
| 2020 | 62nd Japan Record Awards     | Grand Prix                   | "Homura" (A Demon Slayer: Kimecu no Jaiba the Movie: Mugen Train-ból) | Elnyerte |

## Fordítás
- Ez a szócikk részben vagy egészben  a   LiSA (Japanese musician, born 1987) című angol Wikipédia-szócikk ezen változatának fordításán alapul.  Az eredeti cikk szerkesztőit annak laptörténete sorolja fel. Ez a jelzés csupán a megfogalmazás eredetét és a szerzői jogokat jelzi, nem szolgál a cikkben szereplő információk forrásmegjelöléseként.